# Keri (Insel)
Keri (schwedisch: Kockskär) ist eine Insel in der Ostsee vor der Nordküste Estlands im Finnischen Meerbusen.
Keri bildet mit den nahegelegenen Inseln Prangli und Aksi ein Archipel. Keri liegt 6 km nördlich von Prangli und ist nach Vaindloo Estlands zweit-nördlichste Insel. Die Fläche beträgt 3,1 Hektar.
Die Insel gehört zur Gemeinde Viimsi (Landkreis Harjumaa).

## Geschichte
Keri wurde erstmals 1623 urkundlich erwähnt. 1719 wurde auf Befehl von Zar Peter I. ein Leuchtturm errichtet. Der heutige Leuchtturm wurde 1803 in Betrieb genommen und 1857 mit einem metallenen Aufsatz verstärkt.  Seit dem Weggang des letzten Leuchtturmwärters 2003 ist die Insel unbewohnt.
In der Nähe von Keri liegt auf dem Meeresgrund das Wrack des Passagierflugzeugs Kaleva, das 1940 von der sowjetischen Luftwaffe abgeschossen worden war.

## Galerie

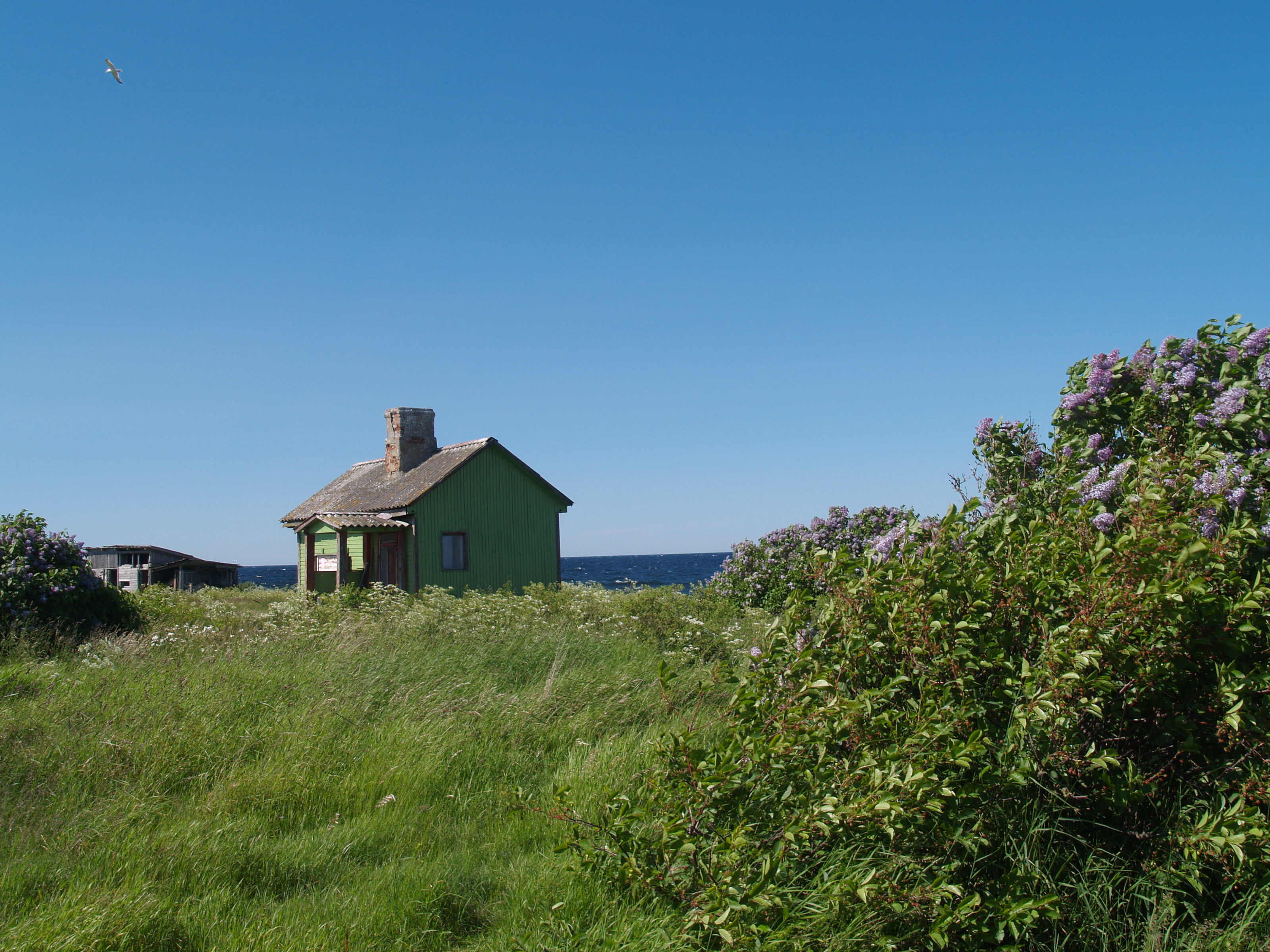
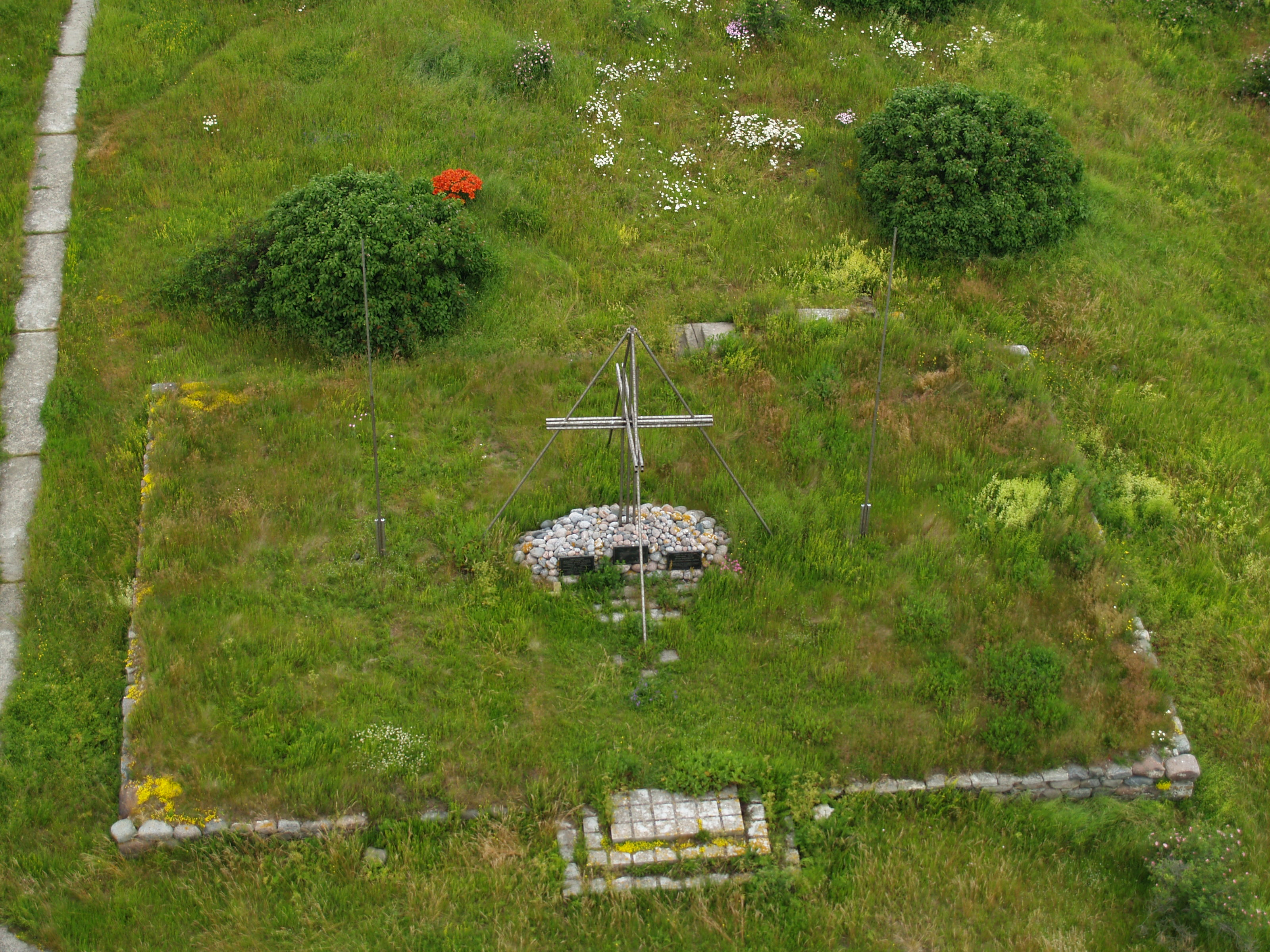
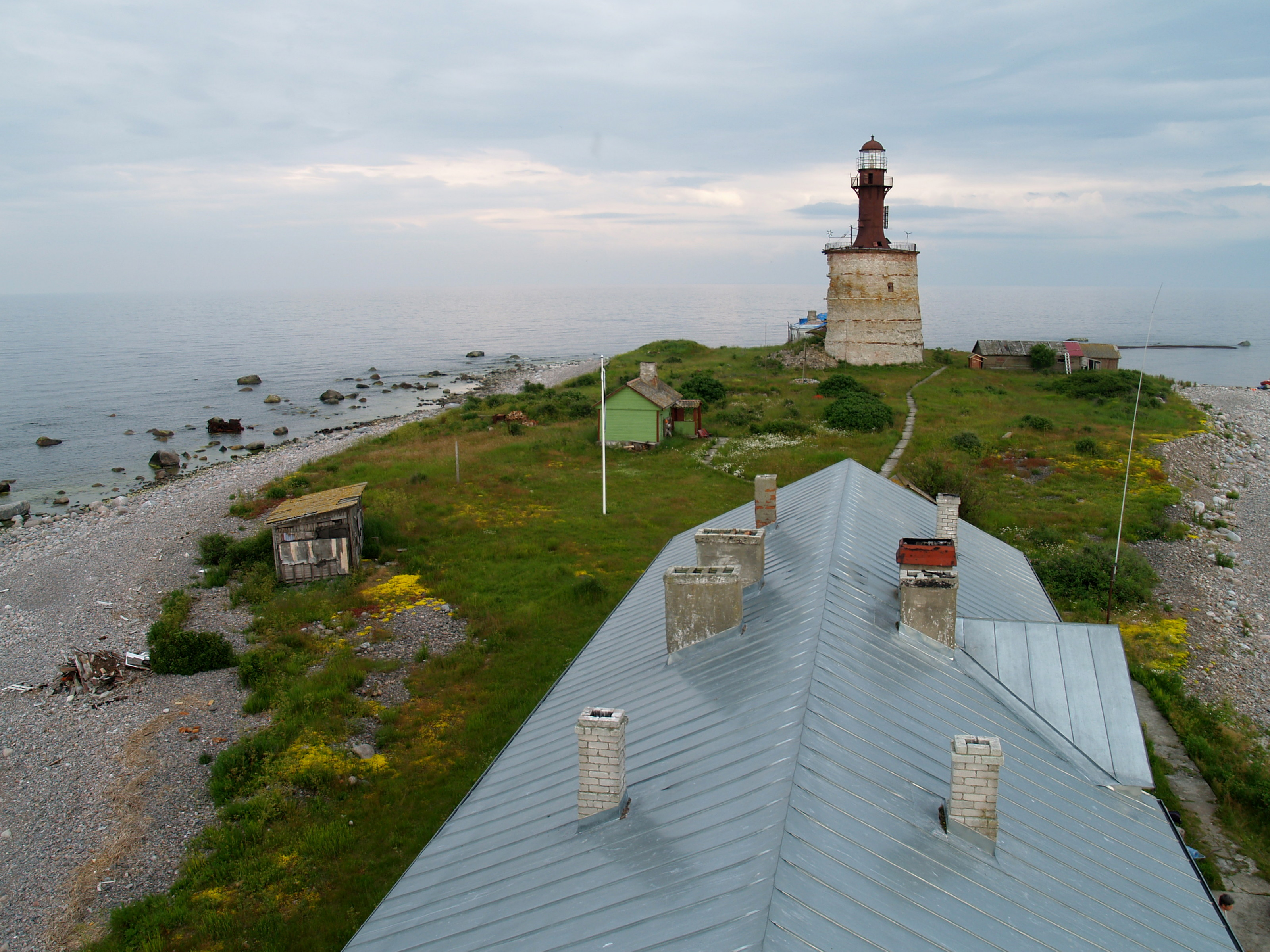
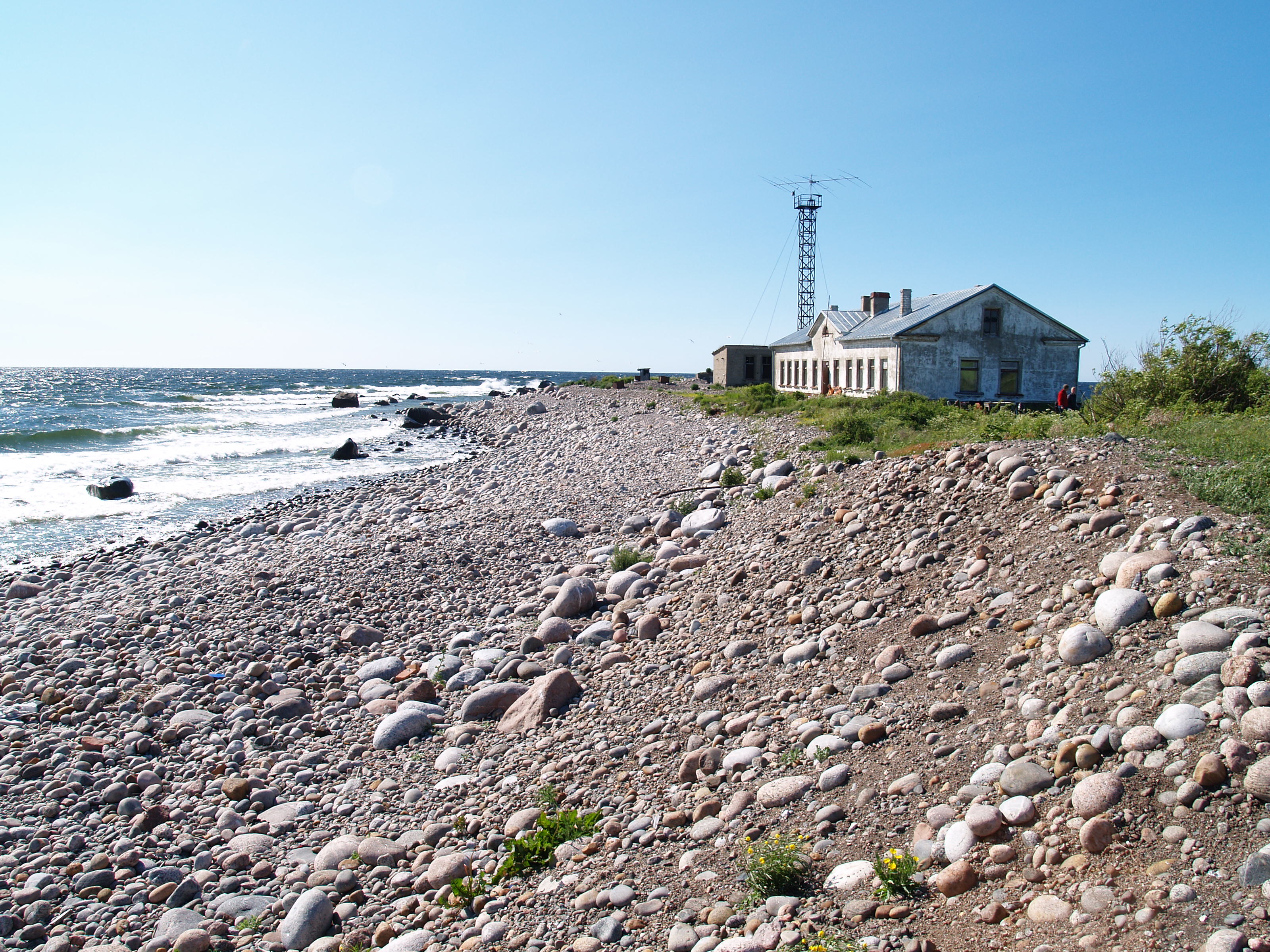
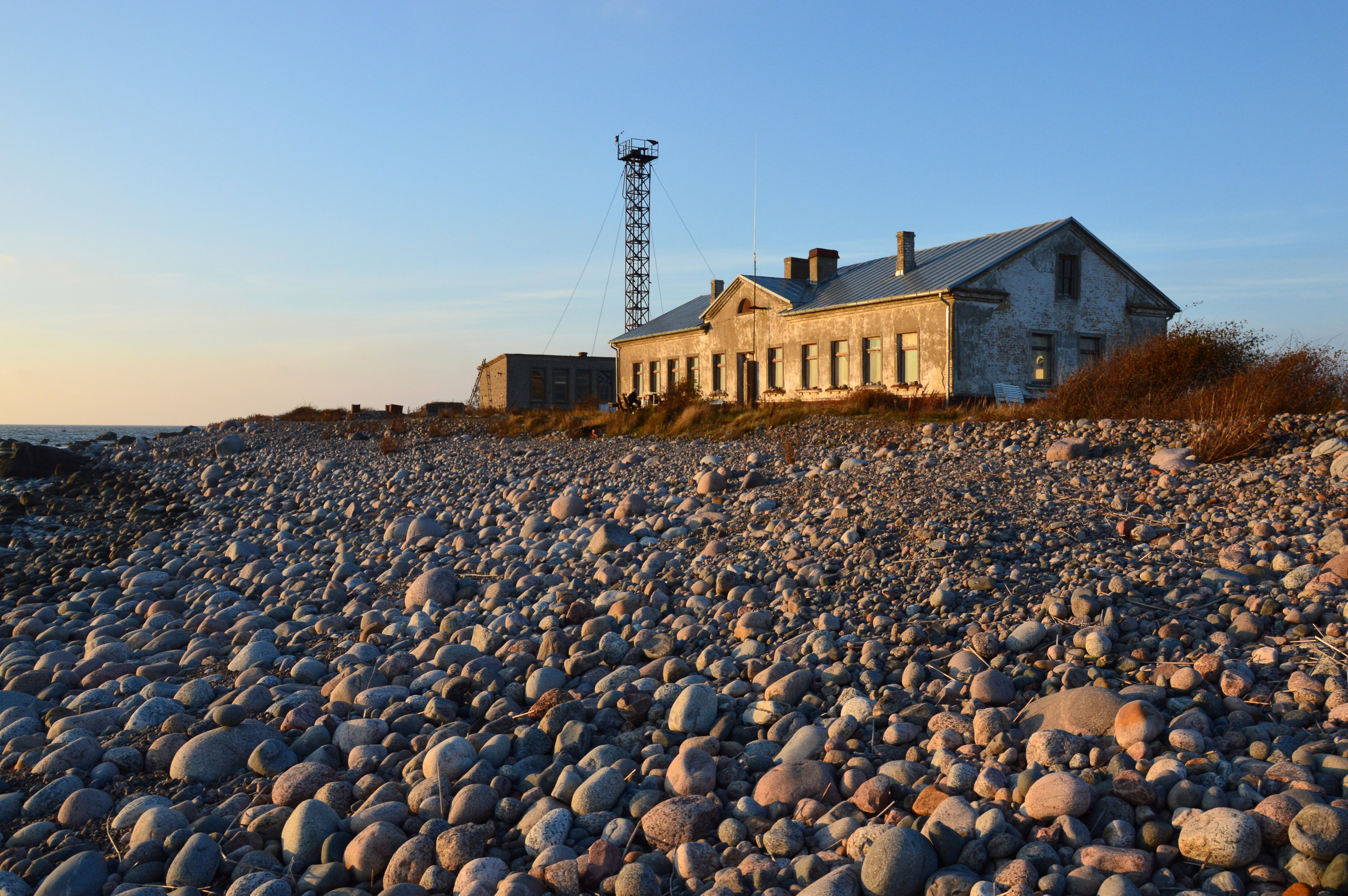